# Melanochaeta opaca
Melanochaeta opaca är en tvåvingeart som först beskrevs av Oswald Duda 1932.  Melanochaeta opaca ingår i släktet Melanochaeta och familjen fritflugor. Inga underarter finns listade i Catalogue of Life.